# Gynacantha villosa
Gynacantha villosa (лат.) — вид стрекоз из семейства коромысел (Aeshnidae).

## Описание
Длина тела 70—71 мм. Лицо оливково-зеленое. Лоб темно-коричнево-оливкового цвета с темно-коричневым Т-образным пятном. Глаза оливково-зеленые сверху, бледно-зеленые — снизу и желтые — по заднему краю. Синторакс светло-зеленовато-коричневый в хорошо заметных волосках. Крылья дымчатые. Птеростигма красновато-темно-коричневая, её длина 4,5 мм. Брюшко длинное и стройное. На втором сегменте ушки изумрудно-зеленые, с черными кончиками и шестью зубцами.
У личинок глаза большие, сферической формы. Усики семичлениковые, третий членик — самый длинный. Затылок с несколькими рядами шиповидных щетинок. Мандибулы с двумя зубцами, разделенными глубокой вырезкой. Маска короткая и толстая. Брюшко с боковыми шипиками на сегментах с шестого по девятый.

## Экология
Период лёта с ноября по апрель. Обитают во влажных, густых, прибрежных лесах с ручьями и лужами. Имаго активны в сумерках на лесных полянах, днем отдыхают в густых зарослях кустарников или в лесу. Вид внесён в Красный список угрожаемых видов МСОП со статусом LC (Виды, вызывающие наименьшие опасения).

## Распространение
Встречается в Восточной Африке и южных районах Центральной Африки.